# Blekholmstunneln

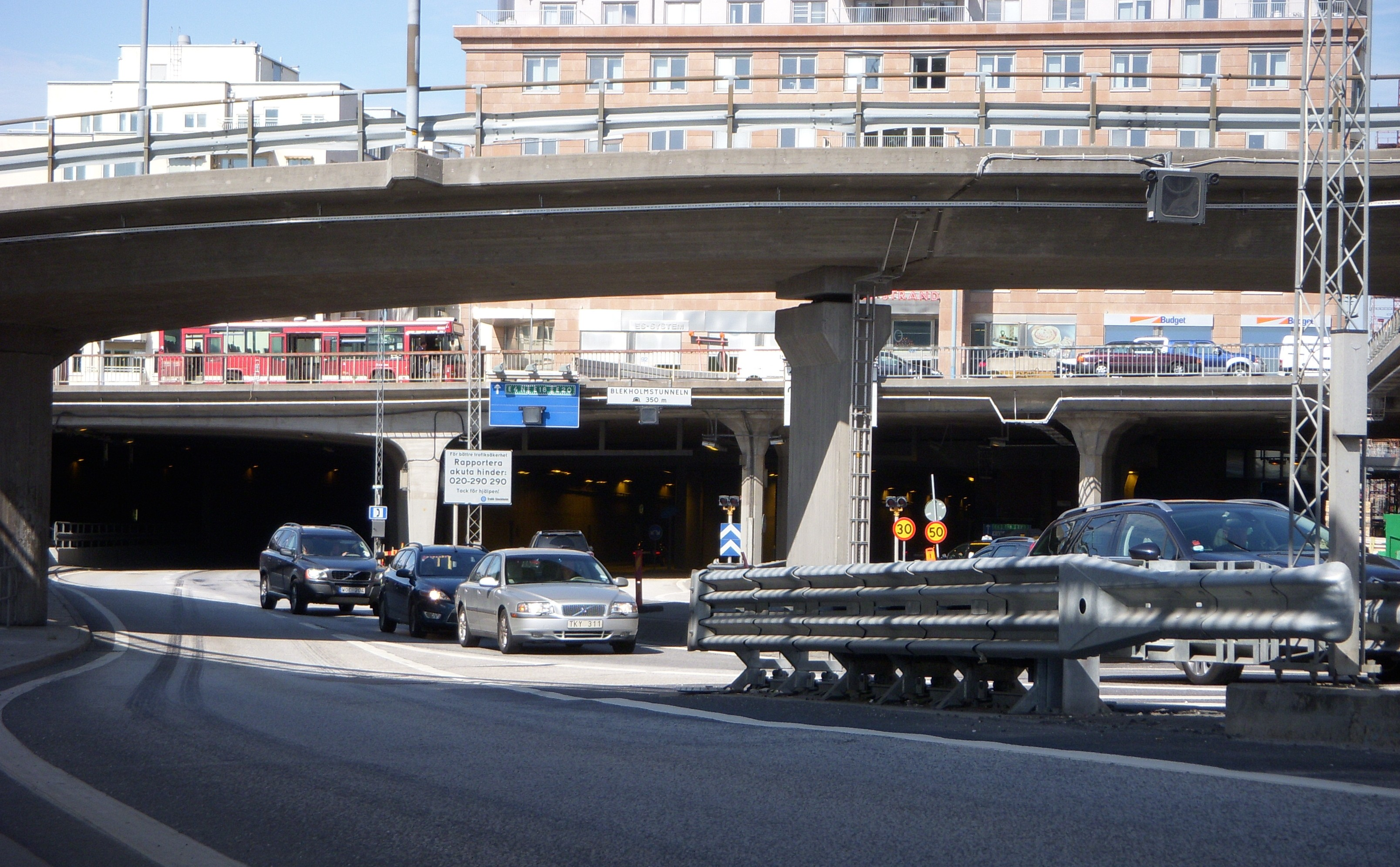
Blekholmstunneln, södra tunnelöppningen 2009

Blekholmstunneln är en 350 meter lång vägtunnel i Stockholms innerstad som förbinder Centralbron med Klarastrandsleden.  Blekholmstunneln sträcker sig från Klarabergsviadukten till  Kungsbron. Namnet härrör från den lilla ön Blekholmen som på 1600-talet låg i Klara sjö.
Tunneln är en betongkonstruktion som består av fyra tunnelrör. Sträckningen går över det gamla Klarahallsområdet som fanns fram till 1962 intill Centralsaluhallen. I början på 1990-talet däckades området över och på Blekholmstunneln skapades plats för åtta nya bostadsbyggnader som ligger i en lång rad mellan Blekholmsgatan och Blekholmsterrassen.
Tunneln kan komma att förlängas söderut. Pågående detaljplanearbete ska möjliggöra bebyggelse över den nuvarande södra tunnelmynningen.  Platsen som avses syns på bilden till höger.